# Nash 890 e 990
La 890 (Eight-Ninety) è un'autovettura prodotta dalla Nash Motors nel 1931. Nel model year 1932 fu rinominata Nash 990 (Nine-Ninety). Quest'ultima uscì poi di produzione nell'anno stesso.

## Storia
Il telaio aveva un passo di 3.150 mm o di 3.378 mm.
Il modello aveva installato un motore a otto cilindri in linea e valvole in testa da 4.893 cm³ di cilindrata avente un alesaggio di 82,6 mm e una corsa di 114,3 mm, che erogava 115 CV di potenza. La frizione era monodisco a secco, mentre il cambio era a tre rapporti. La trazione era posteriore. I freni erano meccanici sulle quattro ruote. La meccanica derivava da quella del modello antenato.
La vettura fu rinominata 990 il 1º giugno 1931 senza modifiche sostanziali. Venne solo lievemente aggiornata la linea. La 990 fu sostituita il 1º marzo 1932 dalla Advanced Eight e dalla Ambassador Eight. 